# Рашаант
Рашаант (монг.: Рашаант)— сомон аймаку Хувсгел, Монголія. Площа 2,0тис. км², населення 3,5 тис. чол. Центр сомону селище Рашаант лежить за 500 км від Улан-Батора, за 170 км від міста Мурен.

## Рельєф
Гори Хубсугул, Рашаант (1800-2000 м). Протікає річка Селенга і впадають в неї неглибокі річки. Є озеро Дуруу-цагаан-нуур.

## Клімат
Клімат різко континентальний. Щорічні опади 280–380 мм, середня температура січня −21°-23°С, середня температура липня +16°С.

## Природа
Водяться зайці, корсаки, козулі, вовки, лисиці тарбагани.

## Соціальна сфера
Школа, больница, будинки відпочинку, сфера обслуживания.